# 王學浩

王學浩，字椒畦、字孟養，號椒畦，江蘇省蘇州府崑山縣人。清朝畫家。
乾隆五十一年，鄉試中舉，早年從學于李豫德、沈石田，擅長書法。著有《南山論畫》、《易畫軒詩錄》、《山南屋畫論》、《學圃詩鈔》。

## 延伸阅读
[在维基数据编辑]
 《清史稿·卷504》，出自趙爾巽《清史稿》
 《清史稿·卷504》
 在维基共享资源阅览影像